# Creu de Montcabrer
La Creu de Montcabrer és una creu de terme situada al cim del turó de Montcabrer, al Parc de la Serralada Litoral, als límits entre Cabrera de Mar i Cabrils (Maresme).

## Descripció
En l'actualitat l'aspecte de la creu és un element de ferro col·locat l'any 1983 dalt del cim del Turó del Montcabrer. L'espai ha estat adequat pel Consorci del Parc de la Serralada Litoral. Es creu que l'existència de la creu a l'indret era per prevenir les malvestats que les tempestes causaven a les collites, sovint relacionades amb xàfecs que venien del Montcabrer. Es tractaria de la cristianització d'un lloc de culte pagà, del qual l'imaginari col·lectiu només en conserva un record molt difós transmès mitjançant el llegendari popular. Segons una rondalla popular en aquest lloc van enterrar, després d'assassinar, a la pubilla del mas de la Cisa. Aquesta havia estat segrestada per uns bandolers en l'assalt al seu mas.

## Història
La història de la creu al Montcabrer es remunta a l'any 1565 quan documentalment s'ha evidenciat l'existència d'una creu a l'indret, on en un capbreu d'aquell any s'esmenta una afrontació "ab oriente in Cruce de Mont Cabrer". Per Mn. Mas sabem que el 7 de juny de 1707 es va posar una altra creu. Ens explica que s'havien perdut moltes collites a causa de les tempestes que es formaven al Montcabrer, segons havien observat. La creu era de fusta i feia 20 pams de llargada. Va ser portada en processó i col·locada amb algunes relíquies dels Sants Màrtirs de Vilassar de Dalt. Però a l'any 1726, un llamp esberlà aquella creu posada per evitar les tempestes i va haver de ser substituïda per una altra. Potser aquesta no fou la única creu que es col·locà segons una carta de Mn. Joan Moret al Vicari general: "Diumenge prop passat díe primer de maig succehí tant en est pole com en tota esta Costa un ayguat que nos ha deixat pobres per molts anys, y segons difarents monstruositats se han vist, no apar sia cosa natural, per lo que aquest poble y altres han resolt formar uns padrons ab Creus benehídas en lo entorn del poble y posar dins ells algunas reliquias en un vas de vidre ab nota dels Sants." Segons el mateix rector en la creu "s'esculpiren les lletres de la Creu del Gloriós Patriarcha St. Benet que pròpiament son contra etxisos y poder del Dimoni, las quals son de una part estas: C.S.S.M.L.n.D.S.M.D, que vol dir Crux Sancta sit mihi lux, non Draco sit mihi Dux (que la Santa Creu sigui la meva llum i no el Dragó el meu príncep) y a la altre part estas: v.r.s.n.s.m.v.m.q.l.i.v.B, que vol dir vade retro satanas nunquam suadas mihi vana sunt mala que libas ista venena bibas" (veste'n Satanàs, mai no intentis convèncer-me que són inofensius els mals que segregues i els verins que beus). Una altra creu fou erigida a l'indret l'any 1872 a causa d'haver patit l'atac vandàlic d'uns nois de Vilassar de Mar. Però a l'any 1936, en el marc anticlerical del esdeveniments de la Guerra Civil es retirà de nou fins al 22 de maig de l'any 1939 que fou restituïda. La creu actual és la darrera d'un seguit de creus que hi ha hagut al cim del Montcabrer. En concret es col·locà per les festes de la Santa Creu de Cabrils l'any 1983. De fet es va col·locar el 21 de desembre de 1982  i s'havia de beneir el 13 de febrer de 1983, però aquell dia va nevar. La nova creu es va fer als tallers dels Germans Vega amb materials que cedí el Centre d'Investigacions Agronòmiques.